# تشينا فورتاليزا
لارا سيرينا روك «تشينا» أورتاليزا-سيبريانو (ولدت في 6 ديسمبر 1982) ممثلة فلبينية ، مضيفة تلفزيونية ، وعارضة أزياء. هي حاليًا نجمة نجمة في شبكة جي إم أي.

## حياتها الشخصية
في ديسمبر 2015 ، تزوج أورتاليزا من مغني وممثل كين سيبريانو.

## روابط خارجية
- تشينا فورتاليزا على موقع IMDb (الإنجليزية)
- تشينا فورتاليزا على موقع ميوزك برينز (الإنجليزية)
- تشينا فورتاليزا على موقع قاعدة بيانات الفيلم (الإنجليزية)

- تشينا فورتاليزا في قاعدة بيانات الأفلام على الإنترنت